# Пільна
Пі́льна — село в Україні, у Вовчанській міській громаді Чугуївського району Харківської області. Населення становить 226 осіб. До 2020 орган місцевого самоврядування — Пільнянська сільська рада.

## Географія
Село Пільна знаходиться на лівому березі річки Пільна, в місці впадіння в неї річки Яр Гривків, вище за течією примикає село Шевченкове, нижче за течією за 2 км — села Сосновий Бір і Лосівка, на протилежному березі знаходиться село Українське.

## Історія
Село постраждало внаслідок геноциду українського народу, проведеного урядом СССР в 1932—1933 роках, кількість встановлених жертв — 467 людей (за іншими даними — щонайменше 553 жителі міста).
12 червня 2020 року, відповідно до Розпорядження Кабінету Міністрів України  № 725-р «Про визначення адміністративних центрів та затвердження територій територіальних громад Харківської області», увійшло до складу Вовчанської міської громади.
19 липня 2020 року, в результаті адміністративно-територіальної реформи та ліквідації Вовчанського району, село увійшло до складу Чугуївського району.